# Michaił Puchow
Michaił Puchow (ur. 1944 w Tomsku, zm. 1995) – rosyjski pisarz fantastyki naukowej, poeta, tłumacz z angielskiego, polskiego i bułgarskiego.

## Życiorys
Urodził się 3 stycznia 1944 roku w Tomsku; jego ojcem był matematyk, Georgij Puchow. Ukończył studia w Moskiewskim Instytucie Fizyczno-Technicznym na kierunku matematyczno-fizycznym, potem pracował w instytucie naukowym zajmującym się badaniami nad techniką radiową.
Jeszcze w czasach szkolnych pisał krótkie opowiadania; traktowane początkowo jako hobby, z czasem pisanie stało się jego ulubionym zajęciem. W twórczości literackiej pozostawał wierny nauce: wszystkie jego fantastyczne idee posiadają solidną naukową podbudowę. Debiut Puchowa na polu fantastyki miał miejsce w roku 1968 (opowiadanie „Охотничья экспедиция” – „Wyprawa myśliwska”). Kolejne utwory ukazywały się w prasie oraz autorskich zbiorach. Wiele z nich przełożono na bułgarski, węgierski, polski (m.in. w antologii Kroki w nieznane), francuski, włoski, kilka zostało ekranizowanych. Wpływ na twórczość Puchowa – zwłaszcza na tę wcześniejszą – wywarli pisarze amerykańscy (Ernest Hemingway) oraz rosyjscy futuryści (Wielimir Chlebnikow).
W roku 1979 Puchow objął kierownictwo działem fantastyki w miesięczniku „Technika-mołodioży”; dzięki niemu po raz pierwszy w ZSRR ukazała się m.in. „2010: Odyseja kosmiczna” Arthura C. Clarke’a, a nadto debiutanckie teksty uznanych dziś twórców rosyjskiej sf.
Puchow zmarł na raka w 1995 roku.

## Publikacje

### Cykl Prawdziwa prawda
- Istinnaja prawda, 1985
- Put k Ziemlie („Kon-Tiki”), 1985
- Nad pulsarom, 1987

### Mikropowieści
- Korabl robotow, inny tytuł: Staniet swietlieje, 1982
- Monopolija na razum [tri istorii s Mariona], 1982
  - Stołknowienije, 1982
  - Daliokoje proszłoje, 1970
  - Potieria monopolii, 1970
- Razwietwlienije, 1985
- Broszien wwys’, 1990

### Zbiory opowiadań
- Kartinnaja Galierieja, 1977
- Zwiozdnyje dożdi, 1982
- Siemia zła, 1983